# Swietenia macrophylla
Swietenia macrophylla — вид рослин родини Мелієві. Це один із трьох видів Swietenia, які дають справжню деревину червоного дерева, інші — Swietenia mahagoni та Swietenia humilis. Цей вид є ендемічним для Південної Америки, Мексики та Центральної Америки, але натуралізувався на Філіппінах, Сінгапурі, Малайзії та Гаваях і культивувався на плантаціях і вітрозахисних смугах в інших регіонах.

## Опис

### Деревина
Деревина махагоні міцна і часто використовується як матеріал для меблів, музичних інструментів, кораблів, дверей, трун, декору.

### Листя
Червоне дерево характеризується великим листям довжиною до 45 см. Кількість листиків парна і вони з’єднані центральною жилкою.

### Фрукти
Плоди називають «небесними» через їх зростання вгору до неба. Плоди червоного дерева можуть досягати 40 см у довжину, знаходяться у світло-сірих або коричневих капсулах. Кожна плодова капсула містить 71 крилату насінину.

### Насіння
Насіння червоного дерева може досягати 7-12 см в довжину.

## Зовнішні посилання
- Вікісховище має мультимедійні дані за темою: Swietenia macrophylla
- Таксономія за темою Swietenia macrophylla у Віківидах